# Menzel (cráter)

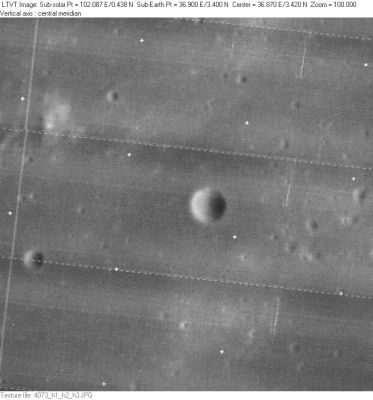
Fotografía de la misión Lunar Orbiter 4

Menzel es un pequeño cráter de impacto lunar localizada en el sureste del Mare Tranquillitatis. Se trata de un impacto de contorno circular y con forma de copa, sin impactos superpuestos de importancia. El mar lunar alrededor del cráter está casi desprovisto de rasgos de interés, a excepción de un cráter palimpsesto prácticamente al noroeste, y unas pequeñas elevaciones al norte y al este.
|  |